# Abus (obice)
L'Abus (in turco: Obüs) è un vecchio tipo di obice, creato dall'Impero ottomano. Le sue dimensioni erano ridotte, ma spesso troppo pesante da trasportare, e molti erano equipaggiati con un tripode. Avevano un calibro compreso tra i 75 ed i 220 mm e sparavano proiettili pesanti 2 kg. Gli Abus, nonostante fossero un tipo di obice, venivano usati soprattutto contro la fanteria.

## Storia militare

### Contesto storico
Gli ottomani avevano iniziato ad utilizzare l'artiglieria nell'esercito prima di qualsiasi altra nazione europea. Trattandosi di una delle prime armi d'artiglieria viste sui campi di battaglia, le sue origini non sono note. Durante l'età napoleonica: 
()

### Meccanica
Gli Abus erano armi d'artiglieria a canna corta che sparavano proiettili della dimensione circa di un pugno. Ai tempi esistevano vari tipi d'artiglieria, dalle grandi macchine d'assedio come le bombarde agli Abus mobili in questione. Nonostante fossero abbastanza leggeri da essere trasportati, avevano bisogno di un tripode per poter essere utilizzati. Il loro aspetto rimase invariato fino al 1830, quando i consiglieri militari prussiani nominati dal sultano apportarono alcune leggere migliorie, standardizzando le armi in modo da aumentarne l'efficienza.

### Utilizzo storico
Gli Abus rappresentavano una parte significativa dell'artiglieria dell'impero ottomano, e possono anche essere considerati il pezzo forte dell'artiglieria nel loro periodo di maggior potenza, nel XVI e XVII secolo, quando nessun'altra civiltà aveva a disposizione armi come queste.
Mentre l'impero ottomano utilizzò altre forme di artiglieria, la strategia delle armi mobili avrebbe contribuito alla loro crescita durante l'età napoleonica. Dopo la conquista ottomana di Costantinopoli del 1453, un grande successo per qualsiasi impero al tempo, buona parte della forza ottomana era composta di artiglieria.

## Nella cultura di massa
- Gli artiglieri Abus appaiono nel videogioco Age of Empires III e vengono usati unicamente dagli ottomani come forma di artiglieria leggera, potente contro la fanteria. [5]